# بيلي مايلز
بيلي مايلز (بالإنجليزية: Billy Myles)‏ هو كاتب أغاني وموسيقي ومغني أمريكي، ولد في 29 أغسطس 1924، وتوفي في 9 أكتوبر 2005.

## وصلات خارجية
- بيلي مايلز على موقع IMDb (الإنجليزية)
- بيلي مايلز على موقع ميوزك برينز (الإنجليزية)
- بيلي مايلز على موقع ديسكوغز (الإنجليزية)
- بيلي مايلز على موقع ديسكوغز (الإنجليزية)